# Aviadvigatel

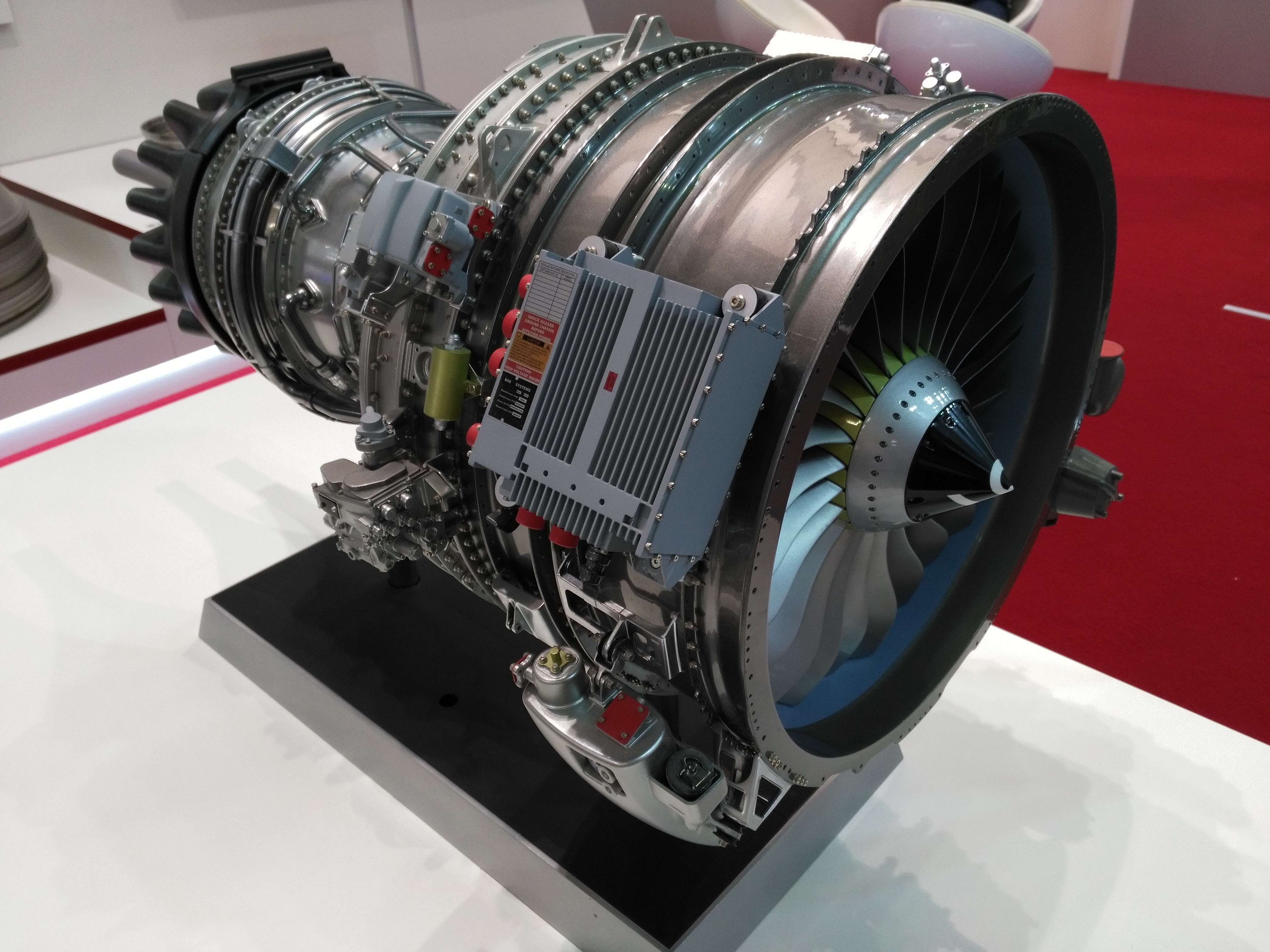
Een turbofan van Aviadvigatel op de Paris Air Show van 2017

UEC-Aviadvigatel (Russisch: ОДК-Авиадвигатель, letterlijk “Vliegtuigmotor”) is zoals de naam het zegt een Russische bouwer van vliegtuigmotoren. Het bouwt te Perm vliegtuigmotoren voor onder meer de Iljoesjin Il-76, Iljoesjin Il-96, Toepolev Tu-204 en Toepolev Tu-214 en ook gasturbines.
Het bedrijf komt voort uit het experimenteel constructiebureau OKB-19 op 1 juni 1934 gesticht door Arkadi Sjvetsov en na diens dood in 1953 overgenomen door Pavel Solovjev. 
Van 1989 tot 1995 en van 1997 tot juni 2001 leidde Joeri Jevgenjevitsj Resjetnikov het bedrijf.
In juni 2001 nam Aleksandr A. Inozemtsev over.

## Vliegtuigmotoren
- Aviadvigatel PD-12 turboshaft voor de Mi-26
- Aviadvigatel PS-30, variant van de Solovjev D-30
- Aviadvigatel PS-90 turbofan voor Iljoesjin Il-76, Iljoesjin Il-96, Beriev A-50 en Toepolev Tu-204

- Aviadvigatel PD-14, turbofan voor de Irkoet MC-21 en Mi-26
- Aviadvigatel PD-30
- UMPO R-195 voor de Su-25